# Уфимская операция
Уфимская операция — наступательная операция войск Туркестанской армии Южной группы Восточного фронта РККА против Восточного фронта Русской армии во время Гражданской войны в России, проведённая с 25 мая по 20 июня 1919 года с целью разгрома белогвардейских войск на уфимском направлении и захвата Уфы.
Составная часть контрнаступления Восточного фронта.

## Планирование и ход операции
Первоначально планировалось быстрым наступлением предотвратить организованный отход Западной армии Колчака за реку Белая, а также форсировать Белую южнее Уфы, выйти в тылы Волжской и Уфимской группировок белых и разгромить их. Операция, проводилась на фронте 135 км, с глубиной 120—150 км, со средним темпом наступления 6—7,5 км в сутки.
В ходе операции, с 25 мая по 4 июня, Туркестанская армия оттеснила части противника и вышла к реке Белой. Для окружения белых было решено нанести удары южнее и севернее Уфы. Главным направлением был выбран правый (южный) фланг, на котором находились ударные силы РККА — 24-я стрелковая дивизия, 3-я бригада 2-й стрелковой дивизии и 3-я кавалерийская дивизия. На левом фланге располагалась 25-я стрелковая дивизия под командованием В. И. Чапаева. Резерв фронта составляла 31-я стрелковая дивизия. В результате наступления 4—7 июня реку (северней Уфы, в районе с. Красный Яр) удалось форсировать только части 25-й дивизии Чапаева, захватившей на противоположном берегу плацдарм 8 км по фронту и 10 км в глубину, и 26-й дивизии 5-й армии, находившейся на левом фланге Туркестанской армии, занявшей плацдарм в районе Ахлыстино. Ударной группе правого фланга форсирование не удалось. В изменившейся ситуации 8 июня Фрунзе перевёл резервную 31-ю дивизию на левый фланг, переправил к 8 июня на плацдарм все силы 25-й дивизии. 9 июня чапаевцы, после ожесточённых боёв с колчаковцами, заняли Уфу, а 31-я дивизия на следующий день в 18-ти км восточнее Уфы (в районе Ураково) перерезала железную дорогу Уфа — Челябинск. К 14 июня, после удачного форсирования, силы Ударной группы правого фланга стали выдвигаться к Архангельскому и Урману, таким образом окружая Волжскую и Уфимскую группы противника. 19—20 июня с большими потерями белые отступили, избежав полного окружения. Результатом Уфимской операции стало овладение частями РККА Уфимским промышленным районом и создание условий для овладения территорией Южного Урала.

## В произведениях искусства

### Фильмы
- Гроза над Белой (Евгений Немченко, Станислав Чаплин, 1968)